# Solariola rosae
Solariola rosae (лат.) — вид жуков-долгоносиков рода Solariola из подсемейства Entiminae. Название происходит от Rosa Amato (латинизированное Raphael), двоюродной бабушки жены одного из авторов (Baviera), за её огромную любовь к природе родной страны, где обитают новые виды.

## Распространение
Встречаются в Италии, Сицилия (Peloritani Mountains, Messina, Antennammare Mount), на высоте от 180 до 700 м.

## Описание
Жуки-долгоносики мелкого размера с узким телом, длина от 2,90 до 3,20 мм, ширина надкрылий 1 мм, длина рострума от 0,40 до 0,45 мм, ширина до 0,35 мм. От близких видов отличается мелкими размерами, коротким и коренастым рострумом, пронотумом с большей длиной, чем шириной, строением надкрылий с длинными многочисленными щетинками, узким телом, темнокоричневым оттенком кутикулы. Основная окраска тела коричневая. Усики 11-члениковые булавовидные (булава из трёх сегментов). Глаза редуцированные. Скутеллюм очень мелкий. Коготки лапок одиночные. Встречаются в песчаных почвах. Предположительно ризофаги.

## Таксономия
Впервые был описан в 2019 году итальянскими энтомологами Чезаре Белло (Cesare Bello, Верона, Италия), Джузеппе Озелла (Giuseppe Osella, Верона) и Козимо Бавьера (Cosimo Baviera, Messina University, Мессина). По признаку менее коренастого тела (соотношение длины и ширины надкрылий EL/EW = около 2,00) и отсутствию на пронотуме специализированных щетинок (echinopappolepida) включают в состав видовой группы Solariola paganettii трибы Peritelini (или Otiorhynchini).